# フレッド・カプルス
フレッド・カプルス（Fred Couples, 1959年10月3日 - ）は、アメリカ・ワシントン州シアトル出身のプロゴルファー。1992年のマスターズ・トーナメント優勝者である。これまでにアメリカPGAツアーで通算15勝、国際試合で5勝を挙げている。フルネームは Frederick Stephen Couples （フレデリック・スティーブン・カプルス）という。

## 経歴
カプルスは父親の手ほどきでゴルフを始め、1980年にプロ入りした。ヒューストン大学を卒業し、1981年からアメリカPGAツアーのメンバーになる。1983年6月に「ケンパー・オープン」でツアー初優勝を果たした時は、5人の選手によるプレーオフを制した。1984年に「プレーヤーズ選手権」で初優勝を果たし、初のビッグタイトルを獲得する。1989年、カプルスはアメリカ代表チームとヨーロッパ選抜チームによる団体戦「ライダーカップ」のアメリカ代表選手に初選出された。
32歳にして、彼のゴルフ経歴のハイライトとなった1992年、カプルスは3月の試合で2勝を挙げ、「ニッサン・オープン」と「ネッスル招待選手権」で優勝した。ネッスル選手権の優勝で、カプルスは初めて世界ランキング1位になる。4月の第56回マスターズでもカプルスは好調さを持続し、4日間通算 13 アンダーパー（-13, 275ストローク）で回り、2位のレイモンド・フロイドに2打差をつけて初優勝した（ツアー通算9勝目）。こうして、カプルスはゴルフ経歴の自己最高成績となる年間「3勝」を記録したが、4ヶ月後に世界1位のポジションをニック・ファルドに明け渡した。マスターズ優勝の年、彼はアメリカツアーの年間賞金王（賞金ランキング1位）になった。
その後、カプルスは1996年のプレーヤーズ選手権で12年ぶり2度目の優勝を果たすが、1998年の「ボブ・ホープ・クラシック」と「メモリアル・トーナメント」で2勝を挙げた後、5年間ツアーの優勝から見放された。隔年開催のライダーカップにも、1989年から1997年まで5回連続出場し、アメリカ・チームの盛り上げ役のような存在であったが、1999年にライダー杯のメンバーからも外れてしまう。その間、彼の私生活にもいろいろな波風が訪れた。ようやく2003年4月末、カプルスは「シェル・ヒューストン・オープン」で5年ぶりとなるツアー15勝目を獲得した。

## ツアー優勝歴

### PGAツアー
- 1983年：ケンパー・オープン
- 1984年：トーナメント・プレーヤーズ・チャンピオンシップ
- 1987年：バイロン・ネルソン・ゴルフ・クラシック
- 1990年：日産ロサンゼルス・オープン
- 1991年：フェデックス・セントジュード・クラシック、BCオープン
- 1992年：日産ロサンゼルス・オープン、ネスレ招待、マスターズ
- 1993年：ホンダ・クラシック
- 1994年：ビュイック・オープン
- 1996年：ザ・プレーヤーズ・チャンピオンシップ
- 1998年：ボブ・ホープ・クライスラー・クラシック、メモリアル・トーナメント
- 2003年：シェル・ヒューストン・オープン

### チャンピオンズツアー
| Legend                         |
| Senior major championships (2) |
| Other Champions Tour (8)       |

| No. | 年月日       | トーナメント                                     | スコア                | 打差    | 2位(タイ)                                                        |
| --- | ------------ | ------------------------------------------------ | --------------------- | ------- | ---------------------------------------------------------------- |
| 1   | Feb 14, 2010 | ACEグループ・クラシック                          | −17 (68-67-64=199)    | 1打差   | トミー・アーマー3世                                              |
| 2   | Mar 7, 2010  | 東芝クラシック                                   | −18 (66-64-65=195)    | 4打差   | ロニー・ブラック                                                 |
| 3   | Mar 28, 2010 | Cap Cana Championship                            | −21 (67-66-62=195)    | 2打差   | コリー・ペイビン                                                 |
| 4   | Oct 24, 2010 | アドミニスタッフ・スモール・ビジネス・クラシック | −17 (71-65-63=199)    | 7打差   | マーク・ウィービー                                               |
| 5   | Aug 20, 2011 | シニア・プレーヤーズ選手権                       | −11 (68-66-68-71=273) | Playoff | ジョン・クック                                                   |
| 6   | Oct 16, 2011 | AT&T選手権                                       | −23 (65-62-66=193)    | 7打差   | マーク・カルカベッキア                                           |
| 7   | Mar 25, 2012 | Mississippi Gulf Resort Classic                  | −14 (63-70-69=202)    | 1打差   | マイケル・アレン                                                 |
| 8   | Jul 29, 2012 | 全英シニアオープン                               | −9 (72-68-64-67=271)  | 2打差   | ゲイリー・ハルバーグ                                             |
| 9   | Nov 3, 2013  | チャールズ・シュワブ・カップ選手権               | −17 (65-65-68-69=267) | 6打差   | ベルンハルト・ランガー, マーク・オメーラ, ピーター・シニア       |
| 10  | Mar 16, 2014 | 東芝クラシック                                   | −15 (65-67-66=198)    | 1打差   | ベルンハルト・ランガー, コリン・モンゴメリー, スティーブ・ペイト |